# Notentera ivanovi
Notentera
Genre
Espèce
Notentera ivanovi est une espèce de vers plats, la seule du genre Notentera. Ce genre appartient à la famille des Notenteridae. Notentera ivanovi est un parasite de Nephthis ciliata découvert dans la mer Blanche.

## Systématique
Le genre Notentera et l'espèce Notentera ivanovi ont été décrits en 1997 par les helminthologistes russes Boris I. Joffe (d), Raïssa Vasilievna Selivanova (d) et Elena Evgenievna Kornakova (d),. Le nom valide complet (avec auteur) de l'espèce est donc Notentera ivanovi Joffe, Selivanova & Kornakova, 1997.

## Étymologie
Son épithète spécifique, ivanovi, lui a été donnée en l'honneur du zoologiste russe Artemy Vasilyevich Ivanov (d) (1906-1992).

## Publication originale
- (ru) Joffe, Selivanova & Kornakova, 1997 : « Notentera ivanovi n. gen., n. sp. (Turbellaria, Platyhelminthes), a new parasitic turbellarian ». Parasitologya (St. Petersburg), vol. 31, p. 126-131 (lire en ligne).

### Pour le genreNotentera
- (en) Catalogue of Life : Notentera Joffe, Selivanova & Kornakova, 1997 (consulté le 8 novembre 2023)
- (fr + en) EOL : Notentera (consulté le 8 novembre 2023)
- (fr + en) GBIF : Notentera Joffe, Selivanova & Kornakova, 1997 (consulté le 8 novembre 2023)
- (en) IRMNG : Notentera Joffe, Selivanova & Kornakova, 1997 (consulté le 8 novembre 2023)
- (fr + en) ITIS : Notentera Joffe, Selivanova and Kornakova, 1997 (consulté le 8 novembre 2023)
- (en) NCBI : Notentera (taxons inclus) (consulté le 8 novembre 2023)
- (en) Taxonomicon : Notentera Joffe, Selivanova & Kornakova, 1997 (consulté le 8 novembre 2023)
- (en) WoRMS : Notentera Joffe, Selivanova & Kornakova, 1997 (+ liste espèces) (consulté le 8 novembre 2023)

### Pour l'espèceNotentera ivanovi
- (en) Catalogue of Life : Notentera ivanovi Joffe, Selivanova & Kornakova, 1997 (consulté le 8 novembre 2023)
- (fr + en) EOL : Notentera ivanovi Joffe, Selivanova & Kornakova 1997 (consulté le 8 novembre 2023)
- (fr + en) GBIF : Notentera ivanovi Joffe, Selivanova & Kornakova, 1997 (consulté le 8 novembre 2023)
- (en) IRMNG : Notentera ivanovi Joffe, Selivanova & Kornakova, 1997 (consulté le 8 novembre 2023)
- (en) NCBI : Notentera ivanovi (taxons inclus) (consulté le 8 novembre 2023)
- (en) Taxonomicon : Notentera ivanovi Joffe, Selivanova & Kornakova, 1997 (consulté le 8 novembre 2023)
- (en) WoRMS : Notentera ivanovi Joffe, Selivanova & Kornakova, 1997 (+ liste espèces) (consulté le 8 novembre 2023)
- (fr + en) ITIS : Notentera ivanovi Joffe, Selivanova & Kornakova, 1997 (consulté le 9 août 2019)
- Tyler, Schilling, Hooge & Bush 2006 : Turbellarian taxonomic database. Version 1.5  Base de données